# Shimada-jima
Shimada-jima (島田島) est une île située dans la préfecture de Tokushima, au Japon. Elle forme une partie de la ville de Naruto.

## Géographie

### Situation
Shimada-jima, ou île de Shimada, est située dans le nord-est de la préfecture de Tokushima, sur l'île de Shikoku, au Japon. Avec Taka-shima et Ōge-shima, île à laquelle elle est reliée par le pont Horikoshi, elle forme la partie nord-est de la ville de Naruto. Elle est rattachée à l'île de Shikoku par le nouveau pont Konaruto,.

### Démographie
En 1996, la population de Shimada-jima s'élevait à 405 habitants, répartis sur une superficie de 5,72 km2. Elle était de 372 habitants, en avril 2012.

## Culture locale et patrimoine
Shimada-jima perpétue une tradition de pêche à la sériole du Japon, de perliculture et de récolte de wakame, algues comestibles, utilisées dans la cuisine japonaise.